# Melangyna arctica
Melangyna arctica là một loài ruồi trong họ Ruồi giả ong (Syrphidae). Loài này được Zetterstedt mô tả khoa học đầu tiên năm 1838. Melangyna arctica phân bố ở vùng Cổ Bắc giới